# Forsebia mendozina
Forsebia mendozina är en fjärilsart som beskrevs av George Francis Hampson 1926. Forsebia mendozina ingår i släktet Forsebia och familjen nattflyn. Inga underarter finns listade i Catalogue of Life.